# Jung-ting-che
Jung-ting-che nebo také Chun-che (čínsky znaky 永定河) je řeka na území centrálně spravovaných měst na úrovni provincie Peking a Tchien-ťin, provincií Che-pej a Šan-si a autonomní oblasti Vnitřní Mongolsko na východě Číny. Je 700 km dlouhá (od pramenů zdrojnice Sang-kan-che). Povodí má rozlohu 48 500 km².

## Průběh toku
Teče převážně po severovýchodní části pahorkatiny Šan-si a na dolním toku Velkou čínskou rovinou, kde je koryto řeky chráněno valy před záplavami. V minulostri řeka často měnila směr toku. Je jednou ze zdrojnic řeky Chaj-che, která ústí do zálivu Po-chaj Žlutého moře.

## Vodní stav
Průměrný roční průtok vody v ústí je 45 m³/s.

## Využití
V soutěsce Kuan-tching-šan, před tím než řeka vtéká do roviny, byl vybudován hydrouzel (hráz, přehradní nádrž o rozloze 220 km² a vodní elektrárna), který zajišťuje zásobování vodou a vodní energií pro Peking. Řeka se také využívá na zavlažování. V rovině je splavná při zvýšené hladině.